# Мосхато (станція метро)
«Мосхато» (грец. Μοσχάτο) — станція Афіно-Пірейської залізниці Афінського метрополітену. Знаходиться за 3,982 км від станції метро «Пірей». Свою назву станція отримала від району Мосхато, в якому вона розташована.
Станція була відкрита в 1882 році, в 2003 році перед відкриттям літніх олімпійських ігор 2004 року була проведена реконструкція.